# Åke Ohberg
Åke Ohberg, född 20 juli 1905 i Västerås, död 18 juli 1975 i Marbella, Malaga, var en svensk skådespelare, regissör, producent och sångare. Ohberg medverkade som skådespelare i filmer som Äktenskapsleken (1935), Kungen kommer (1936) och Landstormens lilla Lotta (1939), samt regisserade och skådespelade i filmer som Snapphanar (1941), Elvira Madigan (1943) och Dynamit (1947).

## Biografi
Åke Ohberg blev elev vid Lorensbergsteatern i Göteborg på 1920-talet. Mellan 1929 och 1932 var han engagerad vid Helsingborgs stadsteater följt av en kortare period 1935-1936 vid Vasateatern i Stockholm. 
Under 1930- och 1940-talen var Ohberg en populär filmstjärna. Filmdebuten skedde i Gustaf Molanders Vi som går köksvägen 1932. Ohberg regidebuterade 1940 med filmen Romans.
Ohberg var gift med skådespelaren Birgit Chenon och därefter med Peggy Lindberg.
Åke Ohberg dog 1975 och är begravd på Norra begravningsplatsen utanför Stockholm.

## Filmografi i urval

### Roller
- 1932 – Vi som går köksvägen
- 1933 – Den farliga leken
- 1933 – Luftens Vagabond
- 1933 – Två man om en änka
- 1935 – Äktenskapsleken
- 1936 – Kungen kommer
- 1936 – Kärlek och monopol
- 1936 – Min svärmor - dansösen
- 1937 – En flicka kommer till sta'n
- 1937 – Laila
- 1938 – Fram för framgång
- 1939 – Rosor varje kväll
- 1939 – Landstormens lilla Lotta
- 1939 – Midnattssolens son
- 1940 – Stora famnen
- 1940 – Med livet som insats
- 1940 – Hanna i societén
- 1940 – Frestelse
- 1940 – Romans
- 1941 – Ung dam med tur
- 1941 – Snapphanar
- 1943 – Elvira Madigan
- 1944 – Narkos
- 1944 – Snöstormen
- 1944 – Stopp! Tänk på något annat (röst)
- 1945 – Flickor i hamn
- 1946 – Jag älskar dig, argbigga
- 1947 – Dynamit
- 1949 – Vi flyger på Rio
- 1949 – Sampo Lappelill (berättarröst)
- 1950 – Förbjuden djungel (berättarröst)
- 1960 – Gustaf Wasa (berättarröst)

### Regi
- 1940 – Romans
- 1941 – Snapphanar
- 1942 – Man glömmer ingenting
- 1943 – Elvira Madigan
- 1944 – Stopp! Tänk på något annat
- 1944 – Snöstormen
- 1945 – Flickor i hamn
- 1945 – Rosen på Tistelön
- 1946 – Jag älskar dig, argbigga
- 1946 – Brita i grosshandlarhuset
- 1947 – Dynamit
- 1947 – Folket i Simlångsdalen
- 1948 – Dit vindarna bär
- 1949 – Vi flyger på Rio
- 1950 – Ung och kär
- 1951 – Min vän Oscar
- 1953 – Göingehövdingen
- 1955 – Ute blåser sommarvind
- 1961 – Ole!: Meg ser på Spanien (TV-film)

### Filmmanus
- 1936 – Min svärmor - dansösen

### Producent
- 1947 – Dynamit
- 1947 – Folket i Simlångsdalen
- 1948 – Dit vindarna bär
- 1955 – Ute blåser sommarvind

## Teater

### Roller (ej komplett)
| År   | Roll                   | Produktion | Regi               | Teater                   |
| ---- | ---------------------- | --- | ------------------ | ------------------------ |
| 1927 |                        | Storkens vikarie (Baby Mine) Margaret Mayo                                                                           | Hugo Bolander      | Lilla Folkteatern        |
| 1929 | Willie Tatham          | Vi ä' alla lika (Aren’t We All ?) Frederick Lonsdale                                                                 | Rudolf Wendbladh   | Helsingborgs stadsteater |
| 1929 | Fabio                  | Don Gil av gröna byxor (Don Gil de las calzas verdes) Tirso de Molina                                                | Rudolf Wendbladh   | Helsingborgs stadsteater |
| 1929 | En ung man             | Periferi (Periphérie) František Langer                                                                               | Rudolf Wendbladh   | Helsingborgs stadsteater |
| 1929 | Peter Carr             | Lavendelfröknarna (Lavender Ladies) Daisy Fisher                                                                     | Rudolf Wendbladh   | Helsingborgs stadsteater |
| 1929 | Hibbert                | Resans slut (Journey's End) Robert Cedric Sheriff                                                                    | Rudolf Wendbladh   | Helsingborgs stadsteater |
| 1930 | Mosca                  | Volpone Ben Jonson                                                                                                   | Rudolf Wendbladh   | Helsingborgs stadsteater |
| 1930 | Roger de Berville      | Topaze Marcel Pagnol                                                                                                 | Albert Nycop       | Helsingborgs stadsteater |
| 1930 | Colin Tabret           | Den heliga lågan (The Sacred Flame) W. Somerset Maugham                                                              | Rudolf Wendbladh   | Helsingborgs stadsteater |
| 1930 | Hugh Bromilow          | Mordet i andra våningen (People Like Us) Frank Vosper                                                                | Rudolf Wendbladh   | Helsingborgs stadsteater |
| 1930 | Etienne                | Kom, sågs, segrade! (Tu m’épouseras) Louis Verneuil                                                                  | Rudolf Wendbladh   | Helsingborgs stadsteater |
| 1930 | Sempronius             | Karusellen (The Apple Cart) George Bernard Shaw                                                                      | Rudolf Wendbladh   | Helsingborgs stadsteater |
| 1930 | Etienne                | Odågan (Étienne) Jacques Deval                                                                                       | Rudolf Wendbladh   | Helsingborgs stadsteater |
| 1930 | Bob Bennet             | Rena rama sanningen (Nothing but the Truth) James H. Montgomery                                                      | Rudolf Wendbladh   | Helsingborgs stadsteater |
| 1930 | Roger Fleuriot         | Jag är min syster (Meine Schwester und ich) Ralph Benatzky och Robert Blum                                           | Rudolf Wendbladh   | Helsingborgs stadsteater |
| 1931 | Maréchal               | "Succes!" (Vient de paraître) Édouard Bourdet                                                                        | Rudolf Wendbladh   | Helsingborgs stadsteater |
| 1931 | Ragge Johansson        | Sensation Erik Lindorm                                                                                               | Rudolf Wendbladh   | Helsingborgs stadsteater |
| 1931 |                        | En man till påseende (On Approval) Frederick Lonsdale                                                                |                    | Helsingborgs stadsteater |
| 1931 | Brander                | Thalias barn Tor Hedberg                                                                                             | Rudolf Wendbladh   | Helsingborgs stadsteater |
| 1931 | Marius                 | Marius Marcel Pagnol                                                                                                 | Rudolf Wendbladh   | Helsingborgs stadsteater |
| 1931 | Greven av Essex        | Elisabet av England (Elisabeth von England) Ferdinand Bruckner                                                       | Rudolf Wendbladh   | Helsingborgs stadsteater |
| 1931 | Statssekreteraren      | Lyckans fé (A jó tündér) Ferenc Molnár                                                                               | Einar Lidholm      | Helsingborgs stadsteater |
| 1931 | Jacob                  | Hans nåds testamente Hjalmar Bergman                                                                                 | Rudolf Wendbladh   | Helsingborgs stadsteater |
| 1932 | Walter Bienert         | Till polisens förfogande (Voruntersuchung) Max Alsberg och Otto Ernst Hesse                                          | Albert Nycop       | Helsingborgs stadsteater |
| 1932 | Tjuven                 | Juvelstölden (Ékszerrablás a Váci utcában) Ladislas Fodor                                                            | Nils Johannisson   | Oscarsteatern            |
| 1932 | Sigismund Sülzheimer   | Värdshuset Vita hästen (Im weißen Rößl) Hans Müller och Ralph Benatzky                                               | A.W. Sandberg      | Vasateatern              |
| 1934 |                        | En kvinna som vet vad hon vill (Eine Frau , die weiss was sie will) Louis Verneuil, Alfred Grünwald och Oscar Straus | Nils Johannisson   | Oscarsteatern            |
| 1935 | Domino                 | Domino Marcel Achard                                                                                                 | Rudolf Wendbladh   | Helsingborgs stadsteater |
| 1935 | Ham                    | Noak (Noé) André Obey                                                                                                | Per Lindberg       | Vasateatern              |
| 1935 | Dick Shale             | Kamratäktenskap (The Dominant Sex) Michael Egan                                                                      | Per Lindberg       | Vasateatern              |
| 1935 | Trädgårdsmästaren      | Innanför grindarna (Within the Gates) Sean O'Casey                                                                   | Per Lindberg       | Vasateatern              |
| 1935 | Bassanio               | Köpmannen i Venedig (The Merchant of Venice) William Shakespeare                                                     | Per Lindberg       | Vasateatern              |
| 1936 | William A. Brown       | Den store guden Brown (The Great God Brown) Eugene O'Neill                                                           | Per Lindberg       | Vasateatern              |
| 1936 | Pétrus                 | Han som ville bli bedragen (Le cocu magnifique) Fernand Crommelynck                                                  | Per Lindberg       | Vasateatern              |
| 1936 | Herr Larsson           | Melodien som kom bort (Melodien der blev væk) Kjeld Abell                                                            | Per Lindberg       | Vasateatern              |
| 1938 | Roger                  | George and Margaret Gerald Savory                                                                                    | Edvin Adolphson    | Oscarsteatern            |
| 1939 |                        | Pricken (Bravo, Tobias!) Svend Rindom                                                                                | Svend Rindom       | Oscarsteatern            |
| 1944 | Natanael               | Den obevingade segern (The Wingless Victory) Maxwell Anderson                                                        | Sam Besekow        | Blancheteatern           |
| 1945 | Alexander Hazen        | Det blåser en vind (The Searching Wind) Lillian Hellman                                                              | Harry Roeck-Hansen | Blancheteatern           |
| 1954 | Advokat Torvald Helmer | Ett dockhem (Et Dukkehjem) Henrik Ibsen                                                                              | Harry Roeck-Hansen | Blancheteatern           |

### Regi
| År   | Produktion                        | Upphovsmän       | Teater                  |
| ---- | --------------------------------- | ---------------- | ----------------------- |
| 1947 | Det var en gång... Der var engang | Holger Drachmann | Skansens friluftsteater |
| 1948 | Det var en gång... Der var engang | Holger Drachmann | Skansens friluftsteater |

## Radioteater

### Roller
| År   | Roll        | Produktion                                   | Regi        |
| ---- | ----------- | -------------------------------------------- | ----------- |
| 1946 | Medverkande | Bortom alla väggar, kabaret Gustaf Carlström | Johan Falck |